# مسیه ۳
مسیه ۳(به انگلیسی: Messier 3) (یا M3  و NGC 5272) یک خوشه ستاره‌ای کروی در صورت فلکی تازی‌ها است. و در سال ۱۷۶۴ توسط شارل مسیه کشف شد، این خوشه یکی از درخشان‌ترین و بزرگ‌ترین خوشه‌های کروی است که بالغ بر ۵۰۰٬۰۰۰ ستاره دارد. و در فاصله ۳۳٬۹۰۰ سال نوری از زمین قرار دارد.  M3 قدر ظاهری 6.2 دارد.